# Aphanistes stigmatus
Aphanistes stigmatus är en stekelart som beskrevs av Dasch 1984. Aphanistes stigmatus ingår i släktet Aphanistes och familjen brokparasitsteklar. Inga underarter finns listade i Catalogue of Life.